# Delray Beach Open 2023
Delray Beach Open 2023 — тенісний турнір, що проходив на кортах з твердим покриттям у місті Делрей-Біч, США з 13 лютого. Належав до категорії ATP 250.

## Фінальна частина

### Одиночний розряд
Тейлор Фріц —  Міомір Кецмановіч 6–0, 5–7, 6–2

### Парний розряд
Марсело Аревало /  Жан-Жульєн Роєр —  Рінкі Хіджіката /  Різ Сталдер 6–3, 6–4